# Co-array Fortran
Co-array Fortran (CAF), ehemals F--, ist eine Erweiterung der Programmiersprache Fortran 95/2003 zur parallelen Datenverarbeitung, die von Robert Numrich und John Reid in den 1990er Jahren entwickelt wurde. Der Fortran-Standard unterstützt Coarrays (jetzt ohne Bindestrich) seit Fortran 2008 (ISO/IEC 1539-1:2010), wie es auf dem May-2005-Treffen des ISO Fortran Komitees beschlossen wurde; die Syntax im Fortran 2008 Standard unterscheidet sich leicht vom ursprünglichen CAF-Vorschlag.
Ein Coarray-Fortran-Programm wird so interpretiert, als ob es n-mal repliziert würde und alle Kopien asynchron ausgeführt würden. Jede Kopie hat ihre eigenen Datenobjekte und wird Bild („image“) genannt. Die Feld-Syntax von Fortran wird erweitert um rechteckige Klammern, die den Bildindex enthalten, mit dem man so auf die Daten eines anderen Bildes (Prozesses) zugreifen kann.
Die Co-array-Fortran-Erweiterung gibt es schon seit den 1990ern und sie wird in einigen Fortrancompilern wie zum Beispiel dem von Cray (ab Version 3.1) unterstützt. Seitdem Coarrays Teil von Fortran 2008 sind, nimmt die Anzahl der Implementation zu; der erste Open-Source-Compiler, der Coarrays gemäß dem Fortran-2008-Standard unterstützt, ist G95.

## Beispiel
```
program 
Hallo_Welt

  
implicit none

  
integer
 
::
 
i
 
! Lokale Variable

  
character
(
len
=
20
)
 
::
 
name
[
*
]
 
! skalares Coarray

  
! Hinweis: "name" ist die lokale Variable wohingegen "name[<index>]"

  
! auf die Variable eines anderen Prozesses (Image) zugreift

  
! Kommuniziere mit dem Nutzer auf Image 1

  
if
 
(
this_image
()
 
==
 
1
)
 
then

    write
(
*
,
'(a)'
,
advance
=
'no'
)
 
'Geben Sie Ihren Namen ein: '

    
read
(
*
,
'(a)'
)
 
name

    
! Verteile die Information an die anderen Prozesse

    
do 
i
 
=
 
2
,
 
num_images
()

      
name
[
i
]
 
=
 
name

    
end do

  end if

  sync all
 
! Barriere damit die Daten wirklich da sind

  
! Ein-/Ausgabe von allen Prozessen

  
write
(
*
,
'(3a,i0)'
)
 
'Hallo '
,
trim
(
name
),
' von Image '
,
 
this_image
()

end program 
Hallo_Welt

```